# Jean-François Malherbe
Pour l’article homonyme, voir Malherbe.
Jean-François Malherbe est un philosophe et un écrivain né à Bruxelles en 1950 et mort le 14 décembre 2015 en Suisse. 

## Biographie
Docteur en philosophie de l'Université catholique de Louvain et en théologie de l'Université de Paris, il a publié de nombreux ouvrages d’éthique et de philosophie. Successivement professeur aux universités de Louvain (Belgique), Montréal, Sherbrooke (Québec, Canada), il a été titulaire de la Chaire de philosophie morale de l'Université de Trente (Trento, Italie). Formateur à l’Institut Améthyste à Grange-Marnand (Suisse), il a été également professeur à l’École supérieure en éducation sociale de Lausanne. Il a assumé la Présidence du Comité d'éthique de la Police municipale de Lausanne et a animé de nombreux séminaires et sessions de formation en Belgique, en France, en Italie, au Québec et en Suisse. Son dernier ouvrage porte sur l'éthique de quelques philosophes "hérétiques".

## Publications
- La philosophie de Karl Popper et le positivisme logique, PUF, 1977, 1979. Édition de poche: Liber, Montréal, 2010
- Épistémologies anglo-saxonnes, PUF, 1981
- Le Langage théologique à l'âge de la science: Lecture de Jean Ladrière, Cerf, 1985
- Pour une éthique de la médecine, Larousse, 1987[3]
- Autonomie et prévention : Alcool, tabac, sida dans une société médicalisée, Fides, 1994
- Souffrir Dieu : La prédication de Maître Eckhart, Cerf, 1992
- Homicide et compassion : L'euthanasie en éthique clinique, Mediaspaul, 1996
- Le Nomade polyglotte : L'excellence éthique en postmodernité, Bellarmin, 2000
- Déjouer l’interdit de penser : Essais d'éthique critique, I, Liber, 2001
- Les ruses de la violence dans les arts du soin : Essais d’éthique critique, II, Liber, 2003
- La démocratie au risque de l'usure : L'éthique face à la violence du crédit abusif, Liber, 2004
- Les crises de l’incertitude : Essais d'éthique critique, III, Liber, 2006
- Avec l'artiste peintre Blanche Paquette, Mandalas, Fides, 2007
- Sujet de vie ou objet de soin ? Introduction à la pratique de l'éthique clinique, Fides, 2007
- Avec Maria Grazia Vilona-Verniory, Transmuter la violence en milieu scolaire, Editions Loisirs et pédagogie, 2010
- Avec Réal Tétreault, La Chouette ironique : Introduction insolite à la philosophie, préface de Basarab Nicolescu, Éditions GGC, 2011 (Prix Alphonse Desjardins 2012)
- Tendre l'oreille à l'inouï : L'éthique des hérétiques, Cerf, 2013